# Amfíon (pintor)
Amfíon (en grec antic: Ἀμφίων; en llatí: Amphion) fou un pintor de l'antiga Grècia del segle iv aC, contemporani d'Apel·les de Colofó. En parla Plini el Vell (Naturalis Historia, XXV 36.10), que diu que Apel·les li va cedir l'arranjament d'un grup que havia pintat, tot i que el nom d'Amfíon és dubtós.